# Френсіс Ха
«Френсіс Ха» (англ. Frances Ha) — американська драматична комедія режисера Ноа Баумбаха (був також сценаристом і продюсером), що вийшла 2012 року. У головних ролях Ґрета Ґервіґ, Мікі Самнер, Майкл Еспер та інші.
Сценарій стрічки також написала Ґрета Ґервіґ, продюсерами також були Скотт Рудін, Родріго Тейшейра і Ліла Якуб. Вперше фільм продемонстрували 1 вересня 2012 року у США на Теллурайдському кінофестивалі. В Україні прем'єра фільму запланована на 22 серпня 2013 року.

## Сюжет
Головна героїня чорно-білої стрічки — 27-річна жителька Нью-Йорку Френсіс, що живе у квартирі своєї подруги Софі. Вона щосили намагається стати професійоною танцівницею, хоч не має до цього хисту, а пошуки роботи кожного разу закінчуються невдачою. І таке життя влаштовує Френсіс. Проте все змінюється тоді, коли Софі раптово переїжджає в іншу квартиру. Тепер Френсіс має знайти не лише нове житло, але і відшукати себе у цьому світі.

## У ролях
| Актор         | Персонаж                                  | Роль                   |
| ------------- | ----------------------------------------- | ---------------------- |
| Ґрета Ґервіґ  | Френсіс Халледей (англ. Frances Halladay) | безробітня, танцівниця |
| Мікі Самнер   | Софі (англ. Sophie)                       | подруга Френсіс        |
| Майкл Еспер   | Ден (англ. Dan)                           |                        |
| Адам Драйвер  | Лев (англ. Lev)                           |                        |
| Майкл Зеґен   | Бенджі (англ. Benji)                      |                        |
| Ґрейс Ґейммер | Рейчел (англ. Rachel)                     |                        |

## Сприйняття

### Критика
Фільм отримав загалом позитивні відгуки: Rotten Tomatoes дав оцінку 92 % на основі 132 відгуків від критиків (середня оцінка 7,8/10) і 80 % від глядачів із середньою оцінкою 3,8/5 (8,510 голосів), Internet Movie Database — 7,6/10 (3 689 голосів), Metacritic — 82/100 (35 відгуків критиків) і 7,5/10 від глядачів (26 голосів).

### Касові збори
Під час показу у США, що почався 17 травня 2013 року, протягом першого тижня фільм був показаний у 4 кінотеатрах і зібрав $137,398, що на той час дозволило йому зайняти 25 місце серед усіх тогочасних прем'єр. Станом на 15 серпня 2013 року фільм зібрав у прокаті у США $4,009,020.